# Ana Đerek
Ana Đerek (* 4. September 1998 in Split) ist eine kroatische Kunstturnerin. 2015 nahm sie erstmals an den Weltmeisterschaften in Glasgow teil und qualifizierte sich schließlich über den sogenannten Testwettkampf, der vier Monate zuvor in Rio de Janeiro stattfand, für die Olympischen Sommerspiele 2016. 

## Karriere
Bei den Olympischen Spielen 2016 in Rio de Janeiro erreichte Đerek eine Punktzahl von 11,433 am Schwebebalken und 13,200 am Boden. Die Ausführung am Sprungtisch misslang ihr jedoch, was zu keiner Wertung und ihrem Rückzug von der Startliste am Stufenbarren führte. Folglich kam Đerek nicht in die Qualifikationsphase des Einzelmehrkampfs.
Bei der Weltmeisterschaft in Doha am 25. März 2017 erzielte Đerek eine 12,833 am Schwebebalken und eine 12,900 im Bodenfinale, womit sie Bronze gewann.
Beim World Cup in Baku am 18. März 2018 erzielte Đerek im Bodenübungsfinale 13,533 Punkte und gewann damit Gold.
2019 qualifizierte sich Đerek über die Kunstturn-Weltmeisterschaften 2019 in Stuttgart für die Olympischen Sommerspiele 2020. In der Qualifikationsphase, die wegen der COVID-19-Pandemie erst am 25. Juli 2021 in Tokio stattfand, erreichte sie am Schwebebalken eine 11,633 und an der Bodenübung eine 12,433.